# Idarnes dispar
Idarnes dispar is een vliesvleugelig insect uit de familie Torymidae. De wetenschappelijke naam is voor het eerst geldig gepubliceerd in 1890 door Kirby.